# Arfvedsonite
L'arfvedsonite est une espèce minérale du groupe des silicates (sous-groupe des inosilicates, famille des amphiboles sodiques), de formule chimique [Na][Na2][(FeII)4FeIII]Si8O22(OH)2. Elle cristallise dans le système cristallin monoclinique prismatique et se présente typiquement sous forme de prismes rayonnants, étoilés ou fibreux de couleur noire verdâtre ou gris bleuâtre.

## Découverte et étymologie
L'arfvedsonite a été découverte en 1823 et nommée d'après le chimiste suédois Johan August Arfwedson (1792–1841).

## Gîtologie
C'est un minéral assez rare qui se trouve dans des intrusions de syénite à néphéline et dans des pegmatites et des granites agpaïtiques (peralcalines) comme le batholite Golden Horn dans le comté d'Okanogan (État de Washington) (localité type pour la zektzerite). On le trouve également au Mont Saint-Hilaire, Québec au Canada ; dans le complexe Ilímaussaq (sud du Groenland) et dans des pegmatites de la péninsule de Kola en Russie.

### Minéraux associés
Néphéline, albite, aegirine, riébeckite, katophorite, quartz.

## Voir aussi

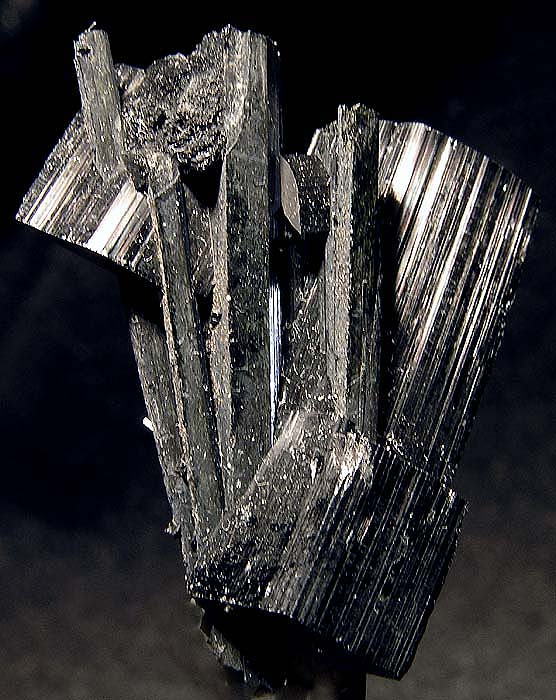
Arfvedsonite, carrière de Poudrette, Mont Saint-Hilaire, Montérégie, Québec